# Rico McCormick
Richard Dean McCormick (nacido el 7 de octubre de 1968) un político y médico estadounidense. Miembro del Partido Republicano, ha representado el 6.º distrito congresional de Georgia en la Cámara de Representantes de los Estados Unidos desde 2023.

## Educación y servicio militar
McCormick nació en Las Vegas en 1968 y se graduó de Central Catholic High School en Portland, Oregón, en 1986. Obtuvo una licenciatura en ciencias de la Universidad Estatal de Oregón en 1990. En 1999, obtuvo una Maestría en Administración de Empresas de la Universidad Nacional y su título de Doctor en Medicina en la Escuela de Medicina de Morehouse en 2010.
McCormick sirvió en el Cuerpo de Marines y en la Marina de los Estados Unidos durante más de 20 años, pasando tiempo en África, Corea del Sur, Afganistán y el Golfo Pérsico. En el Cuerpo de Marines, fue piloto de helicóptero, y en la Marina alcanzó el rango de comandante. Es médico de emergencias y trabaja en el Centro Médico de Gwinnett.

## Posiciones políticas
McCormick fue uno de los 71 republicanos que votaron en contra de la aprobación final de la Ley de Responsabilidad Fiscal de 2023 en la Cámara de Representantes.
El 7 de noviembre, la H.Res. 845 de McCormick censuró a Rashida Tlaib por "promover narrativas falsas sobre el ataque de Hamás a Israel el 7 de octubre de 2023 y por pedir la destrucción del estado de Israel".
En diciembre de 2023, su colega republicana de Georgia, la representante Marjorie Taylor Greene, acusó a McCormick de agarrarla por los hombros y sacudirla, después de una disputa pública entre los dos. Greene pidió al presidente de la Cámara de Representantes, Mike Johnson, que investigara sus afirmaciones. McCormick dijo que se disculpó por la interacción, pero que su intención era ser amistoso.
Después de las primarias republicanas de New Hampshire en enero de 2024, McCormick respaldó la campaña presidencial de Donald Trump, escribiendo: "Hago un llamado a mis compañeros conservadores para que se unan a mí en apoyar a Donald Trump para presidente". Anteriormente, McCormick había apoyado la candidatura presidencial de Ron DeSantis.